# Al Hawtah (huyện)
Huyện Al Hawtah là một huyện thuộc tỉnh Lahij, Yemen. Đến thời điểm năm 2003, huyện này có dân số 25881 người